# Hondsdijkse Polder
De Hondsdijkse Polder is een polder en een waterschap in de Nederlandse provincie Zuid-Holland, in de toenmalige gemeenten Koudekerk aan den Rijn, Leiderdorp en Woubrugge. 
De polder was een onderdeel van de Lagenwaardse Polder en werd daar in 1509 van afgescheiden. In 1942 werd de noordelijk gelegen Kooipolder (Woubrugge) aan het waterschap toegevoegd.
Het waterschap was verantwoordelijk voor de drooglegging en later de waterhuishouding in de polders.
De Hondsdijkse Molen uit 1693 is nog steeds maalvaardig en bemaalt op vrijwillige basis de polder.